# Gheorghe Șincai
Gheorghe Șincai [george szinkaj] (ur. 28 lutego 1754 w Râciul de Câmpie w Siedmiogrodzie, zm. 2 listopada 1816 w Seni na Słowacji) – rumuński historyk, filolog, tłumacz, poeta oraz teolog; przedstawiciel rumuńskiego odrodzenia narodowego i tzw. szkoły siedmiogrodzkiej. Współautor pierwszej gramatyki języka rumuńskiego. Reprezentował pogląd, że język ten wywodzi się z łaciny.

## Życie
Po ukończeniu nauki w gimnazjum studiował teologię na uczelni Propaganda Fide w Rzymie oraz prawo na uniwersytecie w Wiedniu. Od 1781 roku pracował jako nauczyciel w gimnazjum w Blaju. W okresie od 1782 do 1794 roku pełnił funkcję dyrektora instytutu nauczycielskiego oraz instytutu zjednoczonych szkół wiejskich w Siedmiogrodzie. Prowadził działalność na rzecz rozwoju szkolnictwa wiejskiego. Dzięki niemu zaczęto wydawać pierwsze laickie podręczniki szkolne napisane w języku rumuńskim. Przy próbach przeprowadzania laicyzacji szkół wdał się w konflikt z rumuńskim Kościołem greckokatolickim. Wkrótce po tym został pozbawiony wszystkich pełnionych do tej pory funkcji w szkolnictwie. Od 1804 roku pracował razem z Samuelem Kleinem w Drukarni królewskiej w Budzie, gdzie w roku 1809 zastąpił go Petru Maior. Șincai ostatnie lata swego życia spędził w posiadłości hrabiego Vasse z Seni położonej nieopodal Koszyc.

## Dzieło
G. Șincai współpracował z Samuelem Kleinem przy pisaniu pierwszej gramatyki języka rumuńskiego pdt. Podstawy dako-romańskiego czyli wołoskiego języka (łac. Elementa linguae daco-romanae sive valachicae, 1780), którą opatrzył przedmową. Jest autorem najbardziej znanej pracy historiograficznej przedstawicieli szkoły siedmiogrodzkiej pdt. Kronika Rumunów i innych narodów (rum. Hronica românilor și a mai multor neamuri). Kronika opisuje wydarzenia, które miały miejsce w latach 86–1739 i jest oparta na wielkiej liczbie rozmaitych źródeł pochodzących z Siedmiogrodu, Rzymu, Wiednia i Budy. W 1811 roku cenzorzy wstrzymali wydanie Kroniki określając ją mianem „nadającej się do spalenia”. Dzieło ukazało się po raz pierwszy dopiero w 1853 roku.